# Холинэстераза
Холинэстеразы (от Холин — греч. χολή «жёлчь» и эстеразы) — группа ферментов из класса гидролаз карбоновых кислот, субстратами которых являются сложные эфиры холина с уксусной, пропионовой или масляной кислотами. Одной из важных качественных реакций на фермент является — ингибирование алкалоидом эзерином в концентрации 10−5 — 10−8М.

## Номенклатура холинэстераз
- Название первой подгруппы гидролаз — ацетилхолин-ацетилгидролаза (шифр фермента 3.1.1.7)[3]

Чаще используют тривиальные названия — ацетилхолинэстераза, ацетилхолингидролаза или холинэстераза I. Этот подтип ферментов гидролизует ацетилхолин.
- Название второй подгруппы гидролаз — ацетилхолин-ацилгидролаза (шифр фермента 3.1.1.8), а тривиальное название холинэстераза, с синонимами псевдохолинэстераза, бутирилхолинэстераза, холинэстераза II, пропионилхолинэстераза. Гидролизует бутирилхолин, пропионилхолин и др.

## Биологическая роль

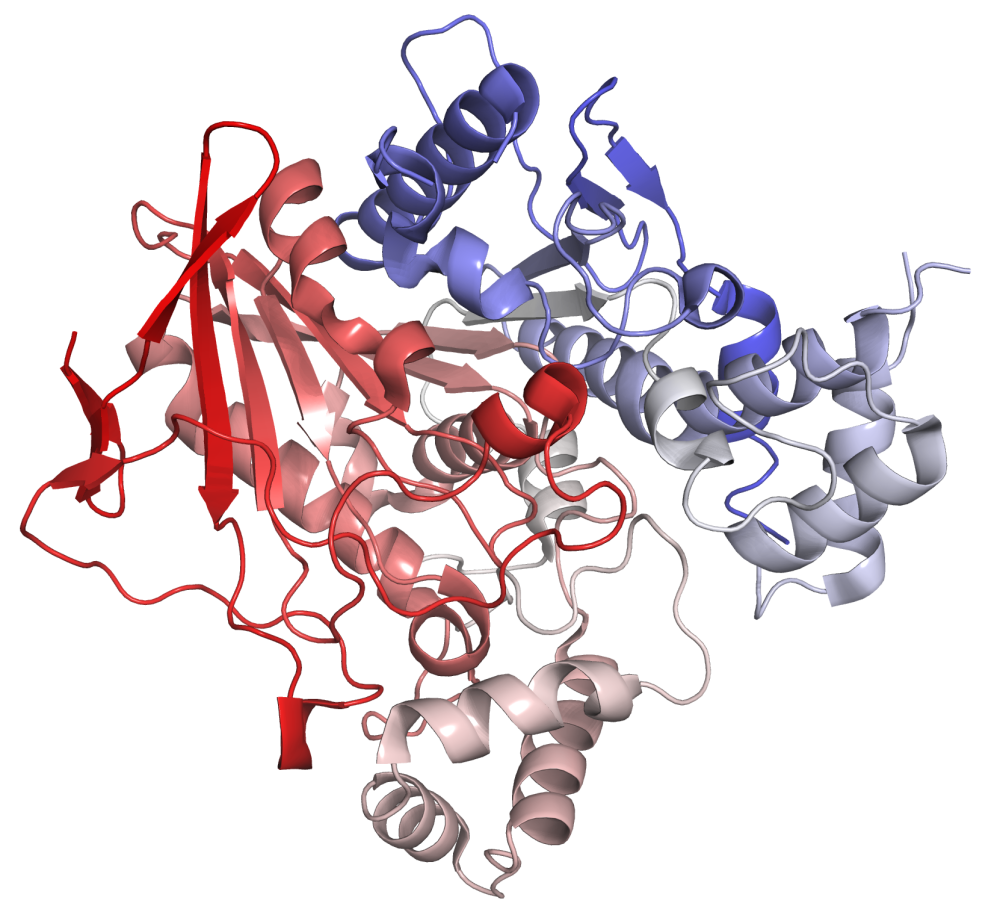
Butyrylcholinesterase

- Ацетилхолинэстераза (КФ 3.1.1.7) играет ключевую роль в процессах нейрогуморальной и синаптической передачи: в холинэргических синапсах катализирует гидролиз ацетилхолина, и, как следствие, прекращает влияние данного медиатора на холинорецептор, отвечающий за возбуждение нервного волокна. При ингибировании АХЭ освобождение рецепторов от ацетилхолина происходит очень медленно (только посредством диффузии) и передача нервных импульсов заблокирована на уровне: нейротрансмиттер <-> постсинаптическая мембрана. Это вызывает дезорганизацию многих процессов организма, а в отдельных случаях, например при тяжёлых отравлениях, в частности фосфорорганическими соединениями (см. отравление фосфорорганическими соединениями) может привести к смерти.[источник не указан 1654 дня]

- Сывороточная холинэстераза (КФ 3.1.1.8.) выполняет в организме защитные функции. В частности, она предохраняет от инактивации ацетилхолинэстеразу, поскольку с большой скоростью гидролизует ингибитор данного фермента — бутирилхолин[4]. Установлено, что введение в кровь животным сывороточной холинэстеразы лошади или рекомбинантной холинэстеразы человека на 100 % защищает их от смертельных доз зарина, зомана и Vx-газов. Холинэстераза является главным ферментом, который метаболизирует кокаин и его производные с образованием нетоксичных продуктов распада, поэтому препараты на основе холинэстеразы могут быть использованы при передозировке этого психоактивного вещества.[5]

## Взаимодействие холинэстеразы с ингибиторами и реактиваторами
Ингибитор — это вещество, которое снижает активность ферментов (каталитические яды). Ингибиторами холинэстеразы являются некоторые природные и синтетические соединения: фосфорорганические соединения (ФОС), эфиры N-алкилкарбаминовых кислот (карбаматы), четвертичные аммониевые основания, гетероциклические соединения, содержащие третичный или четвертичный атом азота. Некоторые характеристики данных веществ представлены в табл. 1. ФОС и карбаматы иногда называют «полусубстратами» или «плохими субстратами».
- ФОС гидролизуются в активном центре фермента, остаток фосфорила взаимодействует с ОН-группой серина активного центра с образованием «фосфорил-фермента». Следующая стадия катализа — гидролиз «фосфорил-фермента» водой и образование свободного фермента — идет очень медленно, так что активность фермента не восстанавливается. Процесс является необратимым. Активность «фосфорил-фермента» можно восстановить при помощи реактиваторов (например дипироксима) который вытесняет остаток фосфорила из связи холинэстеразы, и молекула фермента освобождается для взаимодействия с субстратом. Фосфорорганические соединения оказывают мощное отравляющее действие на организм. Причиной отравления является накопление негидролизованного ацетилхолина, которое приводит сначала к ускорению проведения нервных импульсов (возбуждение) и далее к блокированию передачи нервных импульсов (паралич). ФОС используют в качестве боевых отравляющих веществ (БОВ), инсектицидов и лекарственных средств[6].

- Карбаматы так же, как и ФОС, гидролизуются в активном центре фермента, отщепленный остаток карбаминовой кислоты взаимодействует с ОН-группой серина с образованием «карбамоил-фермента». Следующая стадия катализа — его гидролиз водой и образование свободного фермента — идет быстрее, чем гидролиз «фосфорил-фермента», но медленнее, чем природных «ацил-ферментов». Активность холинэстеразы блокируется карбаматами на несколько часов и затем восстанавливается. Это обратимый тип ингибирования. Карбаматы широко используются в качестве лекарственных средств для лечения нейродегенеративных заболеваний, при параличах и других болезнях[7]. Описано также масштабное применение физостигмина — обратимого ингибитора холинэстеразы — в качестве профилактического средства от возможного отравления БОВ. В 1991 г. в период войны в Аденском заливе физостигмин был введен 400 тыс. американских солдат с целью скоротечного блокирования (и, следовательно, защиты от инактивации) ацетилхолинэстеразы и холинэстеразы, так как ожидалась атака армии Ирака с использованием нервных газов[8].

Таблица 1. Ингибиторы холинэстеразы и их действие
| Класс соединений                                       | Тип связи с холинэстеразой           | Ингибирование | Препараты                                                      |
| ------------------------------------------------------ | ------------------------------------ | ------------- | -------------------------------------------------------------- |
| Фосфорорганические соединения                          | Ковалентная в активном центре        | Необратимое   | хлорофос, тиофос, армин, зарин, табун                          |
| Карбаматы                                              | Ковалентная связь в активном центре  | Обратимое     | физостигмин, карбарил (севин), неостигмин(прозерин), аминокарб |
| Четвертичные аммониевые и гетероциклические соединения | Комплекс с анионным центром фермента | Конкурентное  | алкалоиды, галантамин, такрин, донепезил, эдрофония хлорид     |

## Роль активности холинэстеразы в анестезиологии
Необходимость изучения вариантов холинэстеразы возникла в середине 1960-х годов. В это время в хирургии стали использовать миорелаксант сукцинилхолин для кратковременной остановки дыхания у пациентов на 3—10 мин. Расчёт проводился на человека с нормальной активностью сывороточной холинэстеразы, но возникли осложнения — если активность холинэстеразы у пациента снижена или отсутствует, то количество миорелаксанта, воздействующее на нервно-мышечное соединение, значительно возрастает и длительность апноэ может составить несколько часов (отмечен случай 9-часового апноэ), что может угрожать жизни больного. При проведении хирургических операций чувствительными к сукцинилхолину оказываются от 4 до 7 % больных. В Дании в 1972 году был создан Исследовательский центр холинэстеразы, в котором к 2000 году обследовались 2300 пациентов из 62 семей.

## Изменение активности холинэстеразы при различных заболеваниях
Активность холинэстеразы снижается при:
- застойных явлениях в печени (вследствие нарушения гемодинамики, нефриты, нефротический синдром);
- механической (обтурационной) желтухе;
- желчнокаменной болезни;
- холецистите;
- холангите;
- циррозе печени;
- воспалительных процессах в печени (агрессивный, острый гепатит — значительно);
- инфаркте миокарда;
- злокачественных новообразованиях;
- ревматизме;
- воспалительных поражениях кожи и мышц (дерматомиозит);
- мышечной дистрофии;
- хронических заболеваниях почек;
- поздних сроках беременности;
- состояниях, связанных со снижением уровня альбумина в плазме (холинэстераза синтезируется в клетках печени совместно с альбуминовой фракцией);
- отравлении некоторыми инсектицидами и пестицидами (фосфорорганическими соединениями и карбаматами), применяемыми в сельском хозяйстве; грибами, мышьяком, миорелаксантами;
- использовании ингибиторов овуляции;
- использовании глюкокортикоидов при противовоспалительной терапии или в качестве иммуносупрессоров.

Во многих случаях снижение активности холинэстеразы в сыворотке обусловлена снижением синтезирующей функции печени.
Активность холинэстеразы увеличивается при:
- гиперлипопротеинемия IV типа

- бронхиальной астме
- тяжелых заболеваниях почек
- ожирении
- алкоголизме
- язвенной болезни желудка и воспалительных заболеваниях тонкого кишечника
- миоме матки.

## Изображения

Acetylcholine
Choline

- лат. Acetylcholine
- лат. Choline